# ヴィニョーロ
ヴィニョーロ（伊: Vignolo）は、イタリア共和国ピエモンテ州クーネオ県にある、人口約2,600人の基礎自治体（コムーネ）。

## 地理

### 位置・広がり
| 隣接するコムーネは以下の通り。 - ボルゴ・サン・ダルマッツォ - チェルヴァスカ - クーネオ - ロッカスパルヴェーラ |

#### 地震分類
イタリアの地震リスク階級 (it) では、3s に分類される
。